# Gdów (gemeente)
De gemeente Gdów maakt deel uit van woiwodschap Klein-Polen, in powiat Wielicki.

## Administratieve plaatsen (sołectwo)
Bilczyce, Cichawa, Czyżów, Fałkowice, Gdów, Hucisko, Jaroszówka, Klęczana, Krakuszowice, Książnice, Kunice, Liplas, Marszowice, Niegowić, Niewiarów, Nieznanowice, Niżowa, Pierzchów, Podolany, Stryszowa, Szczytniki, Świątniki Dolne, Wiatowice, Wieniec, Winiary, Zagórzany, Zalesiany, Zborczyce, Zręczyce.